# Ministarstvo gospodarstva Republike Hrvatske
Ministarstvo gospodarstva Republike Hrvatske središnje je tijelo državne uprave u Republici Hrvatskoj koje vodi aktivnu politiku zapošljavanja, te obavlja upravne i druge poslove koji se odnose na:
- industriju, osim prehrambene i duhanske industrije, brodogradnju, rudarstvo, obrtništvo, zadrugarstvo, osim poljoprivrednoga, malo i srednje poduzetništvo, djelatnost trgovine, trgovinsku politiku, politiku zaštite domaće proizvodnje; gospodarsku suradnju s inozemstvom.
- uključivanje u europske gospodarske integracije, usklađivanje aktivnosti u svezi s članstvom Republike Hrvatske u Svjetskoj trgovinskoj organizaciji te sudjelovanje u multilateralnim trgovinskim pregovorima u sklopu ove organizacije,
- poticanje izvoza i stranih ulaganja, osnivanje i poslovanje slobodnih i poduzetničkih zona, sustavno poticanje poduzetništva, stanje i pojave na tržištu, opskrbu i cijene, zaštitu potrošača, strateške robne zalihe, privatizaciju dionica i udjela u trgovačkim društvima u vlasništvu Republike Hrvatske, restrukturiranje i sanaciju pravnih osoba.
- uređivanje radnih odnosa, tržište rada i upošljavanje, odnose sa sindikatima i udrugama poslodavaca, radnopravni status hrvatskih državljana zaposlenih u inozemstvu i poslove u svezi s njihovim povratkom i zapošljavanjem u zemlji, radnopravni status stranih državljana zaposlenih u Republici Hrvatskoj,
- zaštitu na radu,
- međunarodnu suradnju na području rada i zapošljavanja te
- sustav i politiku mirovinskoga i invalidskog osiguranja.

Ministarstvo također obavlja poslove koji se odnose na promicanje i sustavno unaprjeđivanje obrtništva, zadrugarstva, osim poljoprivrednoga, malog i srednjeg poduzetništva, djelovanje instrumenata gospodarskog sustava i mjera gospodarske politike na razvoj obrtništva, zadrugarstva, maloga i srednjeg poduzetništva, te poslovanje obrtnika i poduzetnika, ostvarivanje međunarodne suradnje, provedbu posebnih programa Vlade Republike Hrvatske u oblasti obrtništva, zadrugarstva, maloga i srednjeg poduzetništva.
Ministarstvo gospodarstva, rada i poduzetništva nakon parlamentarnih izbora 2011. mijenja naziv u Ministarstvo gospodarstva, a dio nadležnosti koji se odnose na politiku zapošljavanja i uređivanje radnih odnosa izdvaja se ponovno nakon 2003. u zasebno Ministarstvo rada i mirovinskoga sustava. Od 16. listopada 2016. naziv ministarstva je Ministarstvo gospodarstva, maloga i srednjega poduzetništva i obrta, a resor energetike prešao je u djelokrug Ministarstva zaštite okoliša i energetike.
Godine 2024. ministarstvo mijenja naziv u Ministarstvo gospodarstva.

## Ministri
Trenutno dužnost ministra gospodarstva obnaša Ante Šušnjar, diplomirani pravnik iz Domovinskog pokreta.

## Vanjske poveznice
- Ministarstvo gospodarstva